# Бирч, Дэвид
Уильям Генри Дэвид Бирч, также известный, как Дэвид Бирч или Дэвид Бирч ROI (ROI — сокращенное обозначение британского Королевского института живописи маслом), во избежание путаницы со своим однофамильцем — художником из Котсуолда, Великобритания (William Henry David Birch, also known as David Birch R.O.I.; 19 мая 1895, Эпсом, Суррей, Англия, Британская империя — 10 марта 1968, Эпсом, Суррей, Англия, Великобритания) — британский художник, живописец и иллюстратор. Был директором Школы искусств Эпсом-энд-Юэлл, ныне переименованной в Институт Искусства и Дизайна Суррея (Surrey Institute of Art & Design, University College) с 1930 года до своего выхода на пенсию в 1961 году.

## Биография
Дэвид Бирч родился 19 мая 1895 года в Эпсоме, графство Суррей, Англия. Обучение живописи проходил в Школе искусств Эпсома, где его наставником был Уильям Генри Осмонд (1865—1943) — первый директор школы. Затем, в Школе искусств Голдсмитc-колледжа.
В 1915 году, во время Первой мировой войны, Бирч был комиссован по состоянию здоровья, и в течение следующих трёх лет работал в Канцелярии Её Величества (HM Stationery Office), продолжая свое художественное образование. В качестве подработки занимался иллюстрированием книг и преподавал изящное искусство.
В 1930 году был назначен директором Школы искусств Эпсом-энд-Юэлл, и занимал эту должность более 30 лет.
С 1935 года Дэвид Бирч сосредоточился на пейзажной живописи в традициях британского классика Джона Констебла, изредка выполняя и портреты. Он начал регулярно выставляться в Королевской академии художеств, Королевском институте живописи маслом, Королевском обществе британских художников, Королевском институте изящных искусств Глазго и других крупных галереях Великобритании. Его работы большими тиражами издавались в виде репродукций, в частности, издательским домом Royle Publications и другими британскими издательствами.
В 1945 году избран членом Королевского института живописи маслом (ROI).
В 1959 году опубликован каталог пейзажей Дэвида Бирча под названием Каталог выставки пейзажной живописи. Английский и валлийский пейзаж.
Дэвид Бирч скончался 10 марта 1968 года в Эпсоме, прожив всю свою жизнь в этом городе.
В настоящее время его работы хранятся и экспонируются в Музее и художественной галерее г. Брайтон (Англия), а также других галереях и многочисленных частных коллекциях.

## Избранные работы

The Connoisseur. Частное собрание, Англия

Панорама Суссекса. Музей и художественная галерея г. Брайтон (Англия).
Эпсом-энд-Юэлл, вид с большого выступа. Городская ратуша г. Эпсом (Англия).
Июньское утро. Дедем-Вейл, Эссекс. Зал графства Суррей (Англия).
Норвич. Частное собрание.
Вечер в Солсбери. Частное собрание.